# Heinrich Soldwedel
Heinrich Soldwedel (* 22. Februar 1915; † 21. Oktober 1992) war ein deutscher Kommunalpolitiker.
Soldwedel war ab 1946 Bürgermeister der Gemeinde Tielenhemme und ab 1949 Kirchspielvorsteher der Kirchspielslandgemeinde Tellingstedt.
1950 rückte er in den Landesvorstand des Schleswig-Holsteinischen Gemeindetages auf. Am 8. Februar 1960 wählte ihn die Delegiertenversammlung des Gemeindetages in Nachfolge von Walter Hartung zum Landesvorsitzenden. Er blieb bis 4. Juli 1990 im Amt.

## Ehrungen
- 1982: Bundesverdienstkreuz 1. Klasse
- 1990: Ehrenvorsitzender des Schleswig-Holsteinischen Gemeindetages
- 1990: Großes Bundesverdienstkreuz